# Thatcherina
Thatcherina is een geslacht van weekdieren uit de klasse van de Gastropoda (slakken).

## Soort
- Thatcherina diazi Gracia & Vera-Peláez, 2004